# Crotalaria somalensis
Crotalaria somalensis är en ärtväxtart som beskrevs av Emilio Chiovenda. Crotalaria somalensis ingår i släktet sunnhampor, och familjen ärtväxter. IUCN kategoriserar arten globalt som livskraftig.

## Underarter
Arten delas in i följande underarter:
- C. s. fusula
- C. s. somalensis